# Wilson Sporting Goods

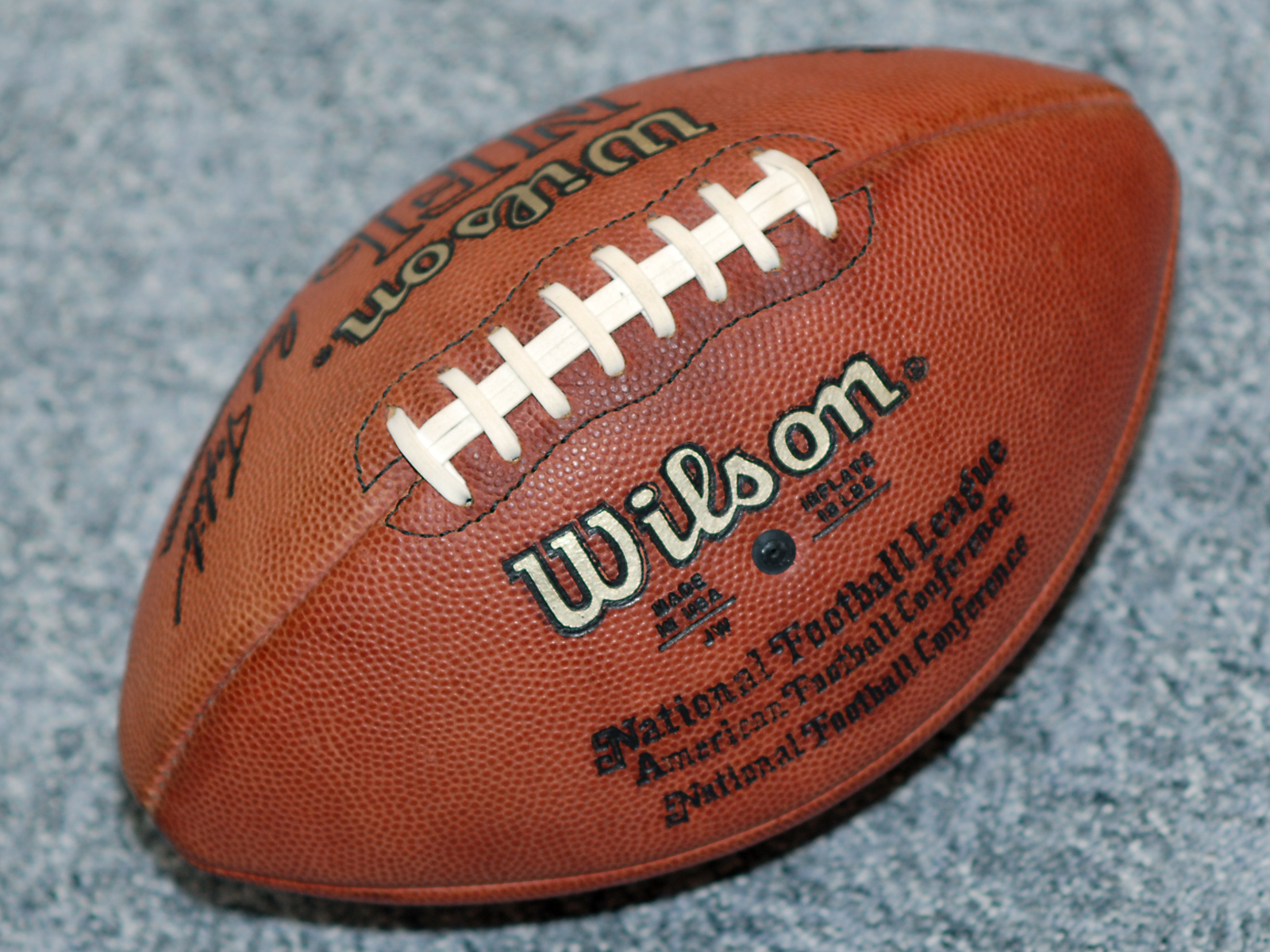
Oficiální míč pro National Football League.

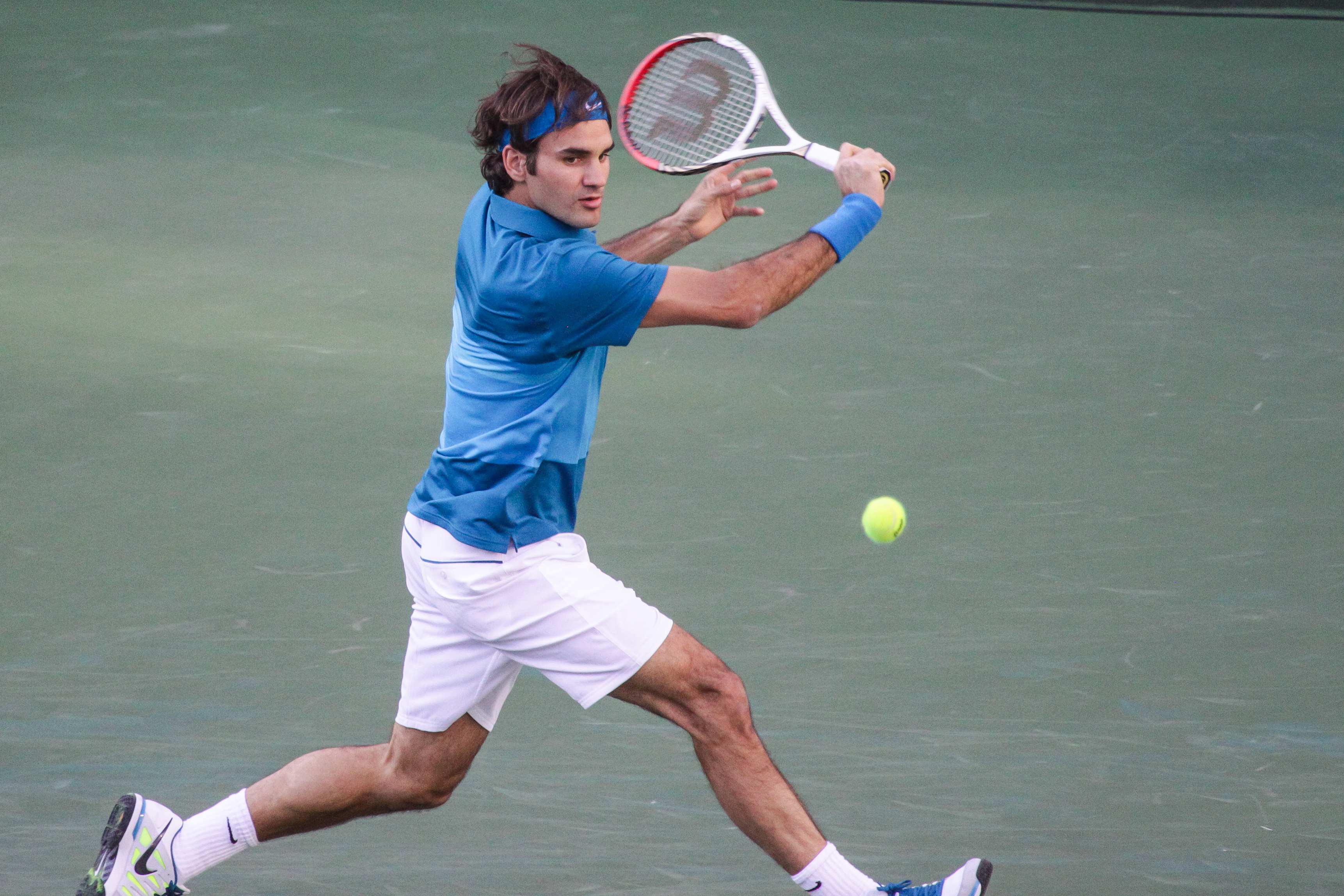
Švýcarský tenista Roger Federer s raketou značky Wilson.

Wilson Sporting Goods Company je americká firma (USA) se sídlem v Chicagu vyrábějící sportovní vybavení zejména pro míčové hry, např. tenis, baseball, americký fotbal, basketbal, softball, fotbal, racquetball, squash, volejbal, badminton. V současnosti je součástí finského konglomerátu Amer Sports, pod něhož spadají i firmy Salomon (Francie), Mavic (Francie), Atomic (Rakousko), Suunto (Finsko), Arc'teryx (Kanada) a další.
Dodává nebo dodávala oficiální míče např. pro americké soutěže NCAA (fotbal, basketbal), National Football League, americkou United Football League a pro prestižní tenisovou soutěž Davis Cup.

## Výrobky firmy Wilson v kultuře
- Volejebalový míč Wilson se objevil ve filmu USA Trosečník z roku 2000 (anglicky Cast Away), kde si z něj hlavní postava (hrál Tom Hanks) vytvořila přítele a kompenzovala tak absenci lidí.[6]